# Temür Khan

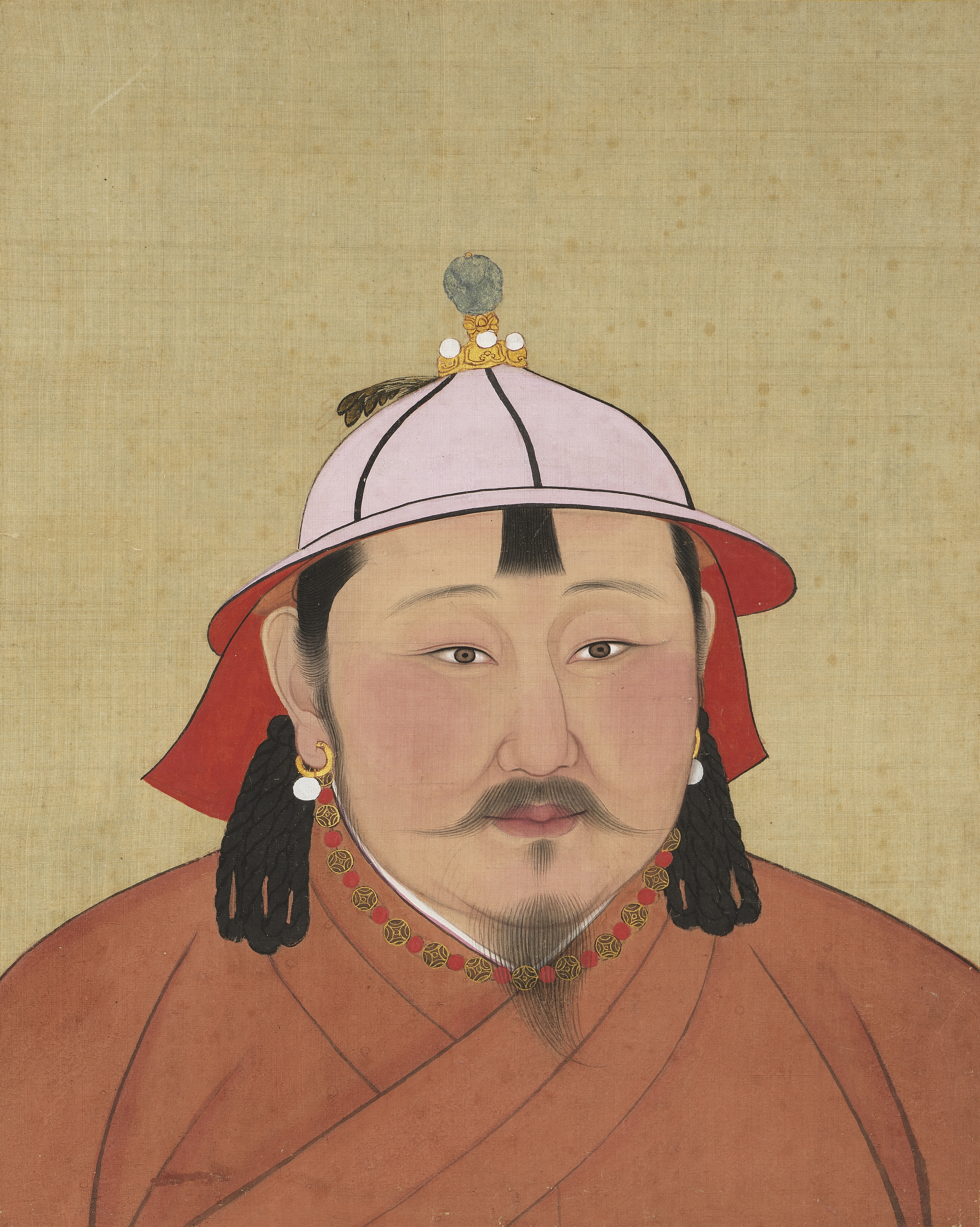
Keizer Chengzong

Temür Khan, keizer Chengzong van Yuan, was keizer van China van 1294 tot 1307. Hij was afkomstig uit de Mongoolse Yuan-dynastie. Hij was de tweede Mongoolse keizer van China en kleinzoon en opvolger van Koeblai Khan, de stichter van de Yuan-dynastie. Via Koeblai Khan was hij een achter-achterkleinzoon van Dzjengis Khan. Toen in 1294 Koeblai Khan stierf volgde Chengzong hem op en zette diens bewind voort. Hij bleek een net zo`n groot bestuurder te zijn als zijn grootvader en onder zijn regering beleefde China een gigantische bloei. In 1307 stierf hij en hij werd opgevolgd door Wuzong.